# 下迪邦谷县
下迪邦谷县（英語：Lower Dibang Valley district），是印度阿鲁纳恰尔邦的一个县。除东南部分地区以外，该县其余辖境位于中印争议的“藏南地区”中；中华人民共和国不承认印度对该争议地区的主权，行政区划上划归西藏自治区管辖。总人口53,986（2011年）。
1980年，该县自洛西特县析置。

## 行政区划
该县下辖两个行政单位：
- Dambuk（除东南部分以外，大部分地区有主权争议）
- Roing